# Henriëtte Amalia van Anhalt-Dessau
Henriëtte Amalia Maria van Anhalt-Dessau (Kleef, 16 augustus 1666 – Slot Oranienstein, 18 april 1726) was een dochter van Johan George II van Anhalt-Dessau en Henriëtte Catharina van Nassau en daarmee een kleindochter van Frederik Hendrik van Oranje en Amalia van Solms. Ze trouwde in 1683 met haar neef Hendrik Casimir II van Nassau-Dietz. Toen haar man in 1696 overleed, werd ze regentes voor haar zoon, Johan Willem Friso.
In 1710 richtte Henriëtte Amalia de Orde van het Vertrouwen op.
Henriëtte Amalia van Anhalt-Dessau overleed in 1726 op 59-jarige leeftijd en werd begraven in de Mariakerk in Dietz.
Hendrik Casimir en Henriëtte Amalia kregen negen kinderen. Twee zoons die door hun moeder overleefd werden:
- Willem George Friso (1685-1686)
- Johan Willem Friso (1687-1711) gehuwd met Maria Louise van Hessen-Kassel (1688-1765)

Zeven dochters die hun moeder overleefden:
- Henriëtte Albertine (1686-1754)
- Maria Amalia (1689-1771)
- Sophia Hedwig (1690-1734), gehuwd met hertog Karel Leopold van Mecklenburg-Schwerin (1678-1747)
- Isabella Charlotte (1692-1757), gehuwd met vorst Christiaan van Nassau-Dillenburg (1688-1739)
- Johanna Agnes (1693-1765)
- Louise Leopoldina (1695-1758)
- Henriëtte Casimira (1696-1738)